# Фейнберг, Евгений Львович
Евге́ний Льво́вич Фе́йнберг (14 [27] июня 1912, Баку — 10 декабря 2005, Москва) — советский и российский физик-теоретик, академик РАН (1997; член-корреспондент АН СССР c 1966). Лауреат Государственной премии СССР (1983).

## Биография
Родился в Баку в семье врача Льва Борисовича Фейнберга (1873—1935) и Татьяны Абрамовны Фейнштейн. В 1918 году семья поселилась в Москве, где отец работал заведующим учебным подотделом Отдела путей сообщения Наркомздрава. Окончил Московский государственный университет (1935) и аспирантуру там же (1938). С 1938 года в течение более 60 лет работал в теоретическом отделе Физического института АН СССР (ФИАН).
Доктор физико-математических наук (1946, диссертация «Распространение радиоволн вдоль реальной поверхности»). Профессор ГГУ (1944—1946) и МИФИ (1946—1954).Советник при дирекции Физического института им. П. Н. Лебедева АН (с 1988).
Был одним из близких друзей А. Д. Сахарова. Жена — музыковед В. Д. Конен (1909—1991). Брат — пушкинист И. Л. Фейнберг (Самойлов; 1905—1979), двоюродный брат — физик С. М. Фейнберг (1910—1973).
Похоронен на Донском кладбище.

## Награды
- Орден Почёта (8 июля 2003 года) — за достигнутые трудовые успехи и многолетнюю добросовестную работу[4]
- два ордена Трудового Красного Знамени (1972, 1975)
- Орден «Знак Почёта» (1953)
- Государственная премия СССР (1983) — за цикл работ «Дифракционное рассеяние протонов при высоких энергиях» (1962—1980)
- Благодарность Президента Российской Федерации (27 декабря 1999 года) — за большой вклад в развитие отечественной науки, многолетний добросовестный труд[5]
- премия имени Л. И. Мандельштама (1951)
- премия имени И. Я. Померанчука (2000)
- Золотая медаль имени С. И. Вавилова (1988) — за работы по физике элементарных частиц, радиофизике и акустике

## Сочинения
- Сильные взаимодействия при весьма высокой энергии (1964. Т. 82)
- Кибернетика, логика, искусство (1981)
- Физика высоких энергий и космические лучи (Вест. АН СССР. 1981. № 1)
- Физика частиц и космические лучи (1987)
- Две культуры. Интуиция и логика в искусстве и науке (1992)
- Распространение радиоволн вдоль земной поверхности (1961, 2-е изд. 1999)
- Эпоха и личность (1999)

### Публицистика
- В. Л. Гинзбург, Е. Л. Фейнберг. В. Л. Об атеизме, материализме и религии
- Е. Л. Фейнберг. Жизнь и деятельность Нильса Бора // УФН. — 1963. — Т. 80, № 2. — С. 197—205.